# 空と糸 -talking on air-
「空と糸 -talking on air-」（そらといと トーキング オン エア）は、原田知世の26作目のシングル。2002年4月24日にフォーライフミュージックエンタテイメントよりリリースされた。

## 概要
原田の歌手デビュー20周年記念にリリースされた第1弾シングル。サウンド・プロデューサーおよび作・編曲に鈴木慶一を迎えて制作された。
表題曲「空と糸 -talking on air-」は、リンダ・ヘンリックの手による全編英語詞で歌われており、演奏にはギター、ストリングス、アコーディオンなどが用いられ、リリース時期に合わせて春風を感じさせるアコースティックなフォーク調の楽曲に仕上げられている。この曲は田村正和、加藤あいらが出演しドラマ仕立てで制作されたNTT DoCoMo ″ケータイ家族物語″ CMイメージ・ソングとして使用された。
カップリング曲「届かない love song」は原田自身が作詞を手掛けている。なお、この曲はアルバム未収録となっている。

## 収録曲
| 全作曲・編曲: 鈴木慶一。 |                                           |                    |            |      |
| #                        | タイトル                                  | 作詞               | 作曲・編曲 | 時間 |
| 1.                       | 「空と糸 -talking on air-」               | リンダ・ヘンリック | 鈴木慶一   | 5:09 |
| 2.                       | 「届かない love song」                    | 原田知世           | 鈴木慶一   | 4:07 |
| 3.                       | 「空と糸 -talking on air-」(Instrumental) | -                  | 鈴木慶一   | 5:09 |
| 合計時間:                | 合計時間:                                 | 合計時間:          | 14:26      |      |

## 収録アルバム
空と糸 -talking on air-
- アルバム『My Pieces』（2002年11月）- フォーライフミュージックエンタテイメント
- ベスト・アルバム『原田知世 ゴールデン☆ベスト 〜As Time Goes On〜』（2011年5月）- フォーライフミュージックエンタテイメント

届かない love song
- (アルバム未収録)